# Antonio Vittorio d'Asburgo-Lorena
Antonio Vittorio Giuseppe Giovanni Raimondo d'Asburgo-Lorena, arciduca d'Austria (Firenze, 31 agosto 1779 – Vienna, 2 aprile 1835), è stato viceré del Regno Lombardo-Veneto e personaggio politico rilevante di inizio ottocento.

## Biografia
Antonio Vittorio d'Asburgo-Lorena nacque nella Villa medicea del Poggio Imperiale ed era l'ottavo figlio del granduca di Toscana Pietro Leopoldo (futuro imperatore Leopoldo II) e di Maria Ludovica di Borbone-Spagna. Dopo i primi anni di educazione a Firenze, quando il padre succedette al trono come imperatore, continuò i propri studi a Vienna.
Dopo la morte di Massimiliano d'Asburgo-Lorena, arcivescovo elettore di Colonia e vescovo di Münster, incombendo la minaccia napoleonica su quei territori, venne destinato alla carriera ecclesiastica ed ottenne frettolosamente il 28 agosto 1801 la tonsura ecclesiastica nella chiesa abbaziale di Wedinghausen, per poi venire eletto il 9 settembre 1801 ad entrambe le cariche, sebbene non potesse prendere possesso delle proprie sedi episcopali già occupate dalle truppe francesi e prussiane perché non ancora sacerdote e quindi tanto meno vescovo. La sua posizione su queste pretese, ad ogni modo, venne vanificata dal Trattato di Lunéville sulla secolarizzazione degli stati ecclesiastici a cui l'Austria si trovò suo malgrado a dover soccombere. Nel 1803, inoltre, Luigi X d'Assia-Darmstadt occupò il Ducato di Vestfalia, che era lo stato secolare alle dipendenze dell'arcidiocesi di Colonia. Nello stesso anno per via del Reichsdeputationshauptschluss aveva dovuto rinunciare al governo del principato vescovile di Münster che venne secolarizzato e il suo territorio diviso tra vari Stati.
Nel 1804 divenne Gran Maestro dell'ordine dei Cavalieri Teutonici: un anno dopo, però, la pace di Presburgo stipulata fra l'Impero e Napoleone stabilì, all'articolo XII, che l'ordine venisse secolarizzato a vantaggio di un membro di casa d'Asburgo. Antonio Vittorio riuscì però a convincere il fratello, l'imperatore Francesco II, a invalidare i capitolati di Presburgo e a restaurare l'ordine come istituzione autonoma religioso-militare e feudo diretto dell'Impero (8 marzo 1834), confermandone, così, la natura di ente sovrano secondo le leggi medievali del Sacro Romano Impero.
Nel 1816, per volere del fratello, venne nominato Viceré del Regno Lombardo-Veneto in successione al primo governo militare del generale Heinrich Johann Bellegarde, rimanendo in carica sino al 1818.
Negli ultimi anni di vita, abbandonata la politica, Antonio Vittorio si dedicò alla propria passione per la botanica (in particolare alla coltivazione di camelie) e per la musica, patrocinando società sorte con tali scopi. Raccolse anche una rilevante biblioteca di circa 15.000 volumi.
L'arciduca morì nel 1835, non essendosi mai sposato e non avendo avuto figli. Il suo corpo venne sepolto, con gli altri Asburgo, nella Cripta Imperiale di Vienna, mentre il cuore è conservato nella Herzgruft, nell'Augustinerkirche. Come Gran Maestro gli succedette il cugino Massimiliano d'Asburgo-Este.

## Ascendenza
|                                   |                     |                                               | Genitori                                     |  |  | Nonni |  |  | Bisnonni           |  |  | Trisnonni         |  |
|                                   |                     |                                               |                                              |  |  |       |  |  | Leopoldo di Lorena |  |  | Carlo V di Lorena |  |
|                                   |                     |                                               |                                              |  |  |       |  |  | Leopoldo di Lorena |  |  | Carlo V di Lorena |  |
|                                   |                     | Eleonora Maria Giuseppina d'Austria           |                                              |  |  |       |  |  | Leopoldo di Lorena |  |  |                   |  |
| Francesco I di Lorena             |                     |                                               |                                              |  |  |       |  |  | Leopoldo di Lorena |  |  |                   |  |
|                                   |                     | Elisabetta Carlotta di Borbone-Orléans        | Filippo I di Borbone-Orléans                 |  |  |       |  |  |                    |  |  |                   |  |
|                                   |                     | Elisabetta Carlotta di Borbone-Orléans        | Filippo I di Borbone-Orléans                 |  |  |       |  |  |                    |  |  |                   |  |
|                                   |                     | Elisabetta Carlotta di Borbone-Orléans        | Elisabetta Carlotta del Palatinato           |  |  |       |  |  |                    |  |  |                   |  |
| Leopoldo II d'Asburgo-Lorena      |                     | Elisabetta Carlotta di Borbone-Orléans        |                                              |  |  |       |  |  |                    |  |  |                   |  |
|                                   |                     | Carlo VI d'Asburgo                            | Leopoldo I d'Asburgo                         |  |  |       |  |  |                    |  |  |                   |  |
|                                   |                     | Carlo VI d'Asburgo                            | Leopoldo I d'Asburgo                         |  |  |       |  |  |                    |  |  |                   |  |
|                                   |                     | Carlo VI d'Asburgo                            | Eleonora del Palatinato-Neuburg              |  |  |       |  |  |                    |  |  |                   |  |
| Maria Teresa d'Austria            |                     | Carlo VI d'Asburgo                            |                                              |  |  |       |  |  |                    |  |  |                   |  |
|                                   |                     | Elisabetta Cristina di Brunswick-Wolfenbüttel | Luigi Rodolfo di Brunswick-Lüneburg          |  |  |       |  |  |                    |  |  |                   |  |
|                                   |                     | Elisabetta Cristina di Brunswick-Wolfenbüttel | Luigi Rodolfo di Brunswick-Lüneburg          |  |  |       |  |  |                    |  |  |                   |  |
|                                   |                     | Elisabetta Cristina di Brunswick-Wolfenbüttel | Cristina Luisa di Oettingen-Oettingen        |  |  |       |  |  |                    |  |  |                   |  |
| Antonio Vittorio d'Asburgo-Lorena |                     | Elisabetta Cristina di Brunswick-Wolfenbüttel |                                              |  |  |       |  |  |                    |  |  |                   |  |
|                                   | Filippo V di Spagna | Luigi, il Gran Delfino                        |                                              |  |  |       |  |  |                    |  |  |                   |  |
|                                   | Filippo V di Spagna | Luigi, il Gran Delfino                        |                                              |  |  |       |  |  |                    |  |  |                   |  |
|                                   | Filippo V di Spagna | Maria Anna di Baviera                         |                                              |  |  |       |  |  |                    |  |  |                   |  |
| Carlo III di Spagna               | Filippo V di Spagna |                                               |                                              |  |  |       |  |  |                    |  |  |                   |  |
|                                   |                     | Elisabetta Farnese                            | Odoardo II Farnese                           |  |  |       |  |  |                    |  |  |                   |  |
|                                   |                     | Elisabetta Farnese                            | Odoardo II Farnese                           |  |  |       |  |  |                    |  |  |                   |  |
|                                   |                     | Elisabetta Farnese                            | Dorotea Sofia di Neuburg                     |  |  |       |  |  |                    |  |  |                   |  |
| Maria Ludovica di Borbone-Spagna  |                     | Elisabetta Farnese                            |                                              |  |  |       |  |  |                    |  |  |                   |  |
|                                   |                     | Augusto III di Polonia                        | Augusto II di Polonia                        |  |  |       |  |  |                    |  |  |                   |  |
|                                   |                     | Augusto III di Polonia                        | Augusto II di Polonia                        |  |  |       |  |  |                    |  |  |                   |  |
|                                   |                     | Augusto III di Polonia                        | Cristiana Eberardina di Brandeburgo-Bayreuth |  |  |       |  |  |                    |  |  |                   |  |
| Maria Amalia di Sassonia          |                     | Augusto III di Polonia                        |                                              |  |  |       |  |  |                    |  |  |                   |  |
|                                   |                     | Maria Giuseppa d'Austria                      | Giuseppe I d'Asburgo                         |  |  |       |  |  |                    |  |  |                   |  |
|                                   |                     | Maria Giuseppa d'Austria                      | Giuseppe I d'Asburgo                         |  |  |       |  |  |                    |  |  |                   |  |
|                                   |                     | Maria Giuseppa d'Austria                      | Guglielmina Amalia di Brunswick-Lüneburg     |  |  |       |  |  |                    |  |  |                   |  |
|                                   |                     | Maria Giuseppa d'Austria                      |                                              |  |  |       |  |  |                    |  |  |                   |  |